# Spelaeoecia cubensis
Spelaeoecia cubensis is een mosselkreeftjessoort uit de familie van de Deeveyidae. De wetenschappelijke naam van de soort is voor het eerst geldig gepubliceerd in 1996 door Kornicker & Yager.